# Engelbert Dörbandt
Engelbert Dörbandt (* 2. února 1949 Zossen) je bývalý německý zápasník–judista.

## Sportovní kariéra
S judem začínal ve východním Berlíně v čtvrti Weißensee v 9 letech pod vedením Klause-Dietera Eicha. Na počátku šedesátých let s rodinou utekl do Západního Berlína, kde pokračoval v tréninku juda v klubu JC Hata pod vedením Dietara Jordana. V západoněmecké reprezentaci se pohyboval od konce šedesátých let dvacátého století v lehké váze do 70 (71) kg. V roce 1972 startoval jako domácí reprezentant na olympijských hrách v Mnichově. Ve čtvrtfinále nestačil na východního Němce Dietmara Hötgera a přes opravy nepostoupil do finálového kola. Obsadil 5. místo. V roce 1976 na olympijských hrách v Montréalu nestartoval. V roce 1980 ho účast na olympijských hrách v Moskvě připravil bojkot her Západním Německem. Vzápětí ukončil sportovní kariéru. Věnuje se trenérské práci.

## Výsledky
| Turnaj             | 1970       | 1971       | 1972       | 1973       | 1974       | 1975       | 1976       | 1977       | 1978       | 1979       |
| Turnaj             | 21         | 22         | 23         | 24         | 25         | 26         | 27         | 28         | 29         | 30         |
| Turnaj             | lehká váha | lehká váha | lehká váha | lehká váha | lehká váha | lehká váha | lehká váha | lehká váha | lehká váha | lehká váha |
| ------------------ | ---------- | ---------- | ---------- | ---------- | ---------- | ---------- | ---------- | ---------- | ---------- | ---------- |
| Olympijské hry     |            |            | 5.         |            |            |            | —          |            |            |            |
| Mistrovství světa  |            | —          |            | úč.        |            | —          |            |            |            | —          |
| Mistrovství Evropy | 3.         | ?          | ?          | 2.         | 3.         | ?          | ?          | ?          | 2.         | ?          |